# 군키모노가타리
군키모노가타리(일본어: 軍記物語)는, 일본 중세에 해당하는 가마쿠라 시대부터 무로마치 시대에 걸쳐 역사에 존재했던 주요 합전들을 소재로 편집된 문예를 가리키는 용어이다. 실제의 사실을 바탕으로 하지만, 설화적인 소재나 허구도 섞여 있는 경우도 있다. 일본 문학사에서 다양한 이야기물의 소재가 되었으며, 특히 《헤이케 이야기》는 비와호시에 의해 일본 각지에서 널리 전해졌다. 군키모노(軍記物), 덴키모노가타리(戦記物語)라고도 한다. 전투 등의 역사상의 배경을 찾는 사료가 된다.

## 역사와 작품
《쇼몬키》는 다이라노 마사카도의, 그의 백부 다이라노 구니카나 미나모토노 마모루 등과의 싸움이 시작되었던 조헤이 5년(935년)부터 마사카도의 사망까지를, '합전'에 대한 기록으로서의 연대기로 기술하면서,  감정이 풍부한 문체로 《다케토리모노가타리》등의 계보를 잇는 '이야기'(모노가타리)로서의 구성을 갖추어 영웅적인 인물상을 그려냈다. 후지와라노 스미토모의 난을 소재로 한 《스미토모 추토기》에 이어, 1051~62년의 전9년의 역에 관한 《무쓰와키》에서는 난의 진압과 평정에 대한 기록에 더해 구비 설화도 도입하여, 훗날의 군키모노가타리의 성질의 원형이 되었다. 《곤자쿠 이야기집》에서도 권제25에 합전, 무가와 관련된 설화들을 실어, 합전의 모습이나 무가의 인물상을 그려냈다. 

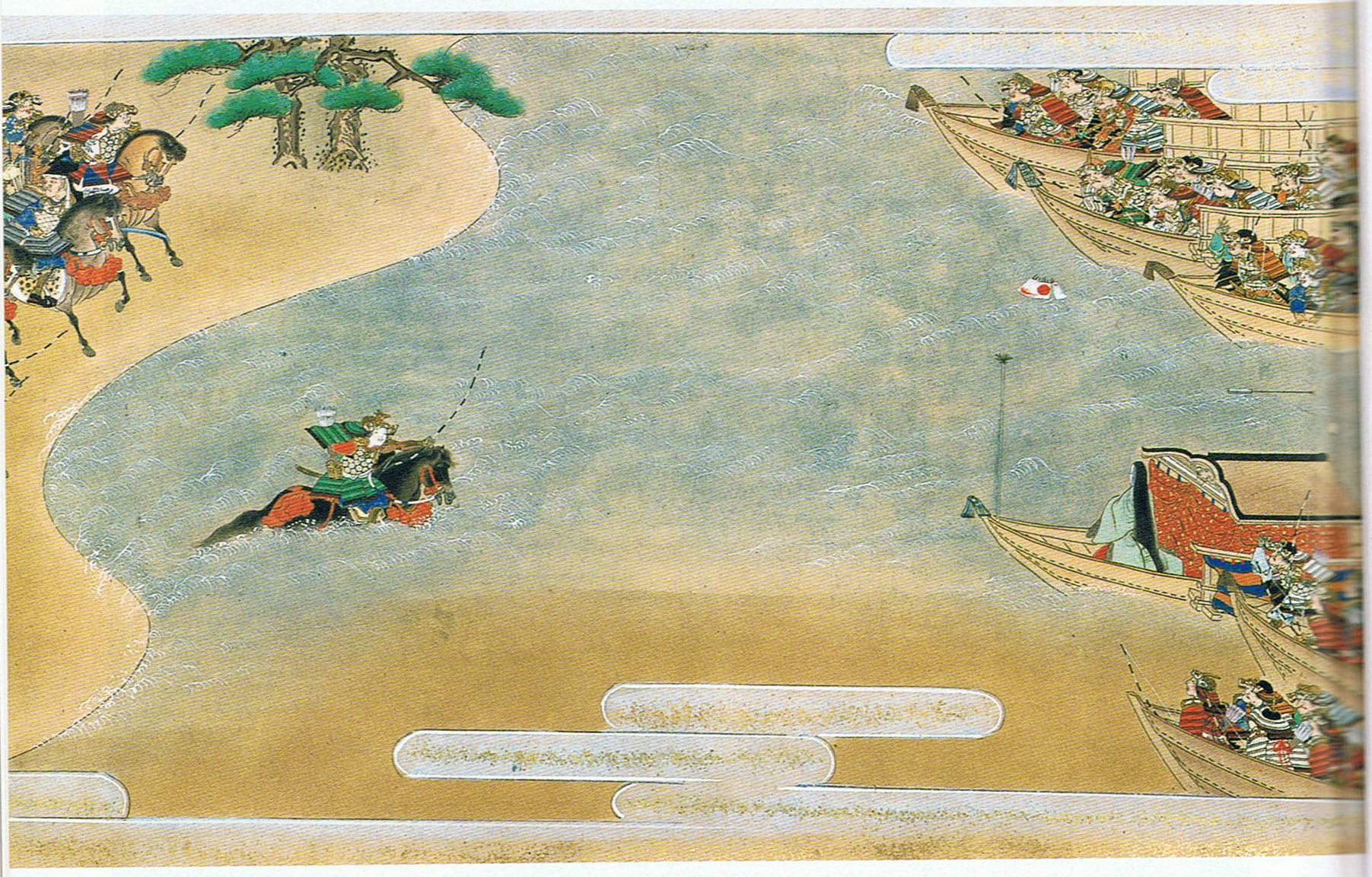
《헤이케 이야기 에마키》(에도 시대)에 그려진 겐페이 전쟁(야시마 전투)

《호겐 이야기》, 《헤이지 이야기》에서는 미나모토노 다메토모, 미나모토노 요시히라를 영웅적 인물상으로 그려내어 귀족 정치 속에서 '무사'가 자리매김하게 되는 역사적 변전을 표현한 것으로 평가받고 있다. 《헤이케 이야기》는 이들 작품의 성격을 계승하고, 또 서장의 유명한 "기원정사의 종소리는 제행무상의 울림이요, 사라쌍수의 지는 꽃잎은 성자필쇠의 이치러라"라는 첫머리로 대표되는 시적인 표현과 이야기의 줄거리 전체를 뒷받침하는 이념으로 영웅서사시적인 성격을 가진 일본 중세 문학의 백미가 자리잡게 되었다. 그리고 비와호시에 의한 구연을 통해 일본 전국에 널리 전해지면서 동시에 많은 이본을 낳아 작품 자체가 더욱 성장해 나가게 된다. 이어지는 시대의 《조큐키》(承久記)는 《호겐 이야기》 《헤이지 이야기》 《헤이케 이야기》(다른 이름으로 '지쇼 이야기'라고 한다)와 함께 '4부 합전장'(四部合戦状)으로 꼽힌다(《헤이케 감문록》).
《헤이케 이야기》와 나란히 일본 중세 군키모노가타리의 양대 산맥으로 꼽히는, 무로마치 시대에 성립된 태평기는 수십 년에 걸치는 난보쿠초 쟁란의 시대를 그려낸 40권에 달하는 대작(大作)이 되었다. 《태평기》는 《헤이케 이야기》의 여러 요소들을 계승하면서 구스노키 마사시게로 대표되는 무가 사회다운 유교적 가치관을 담아냈고, 또한 지배자가 차례로 바뀌는 하극상 사회의 양상도 비추고 있다. 같은 무로마치 초기의 《소가모노가타리》, 《기케이키》는, 군키모노가타리적인 구성을 가지면서도, 오히려 등장인물 개개인의 운명이나 비극성에 초점을 맞추어 독자적인 문학성을 전개했다.

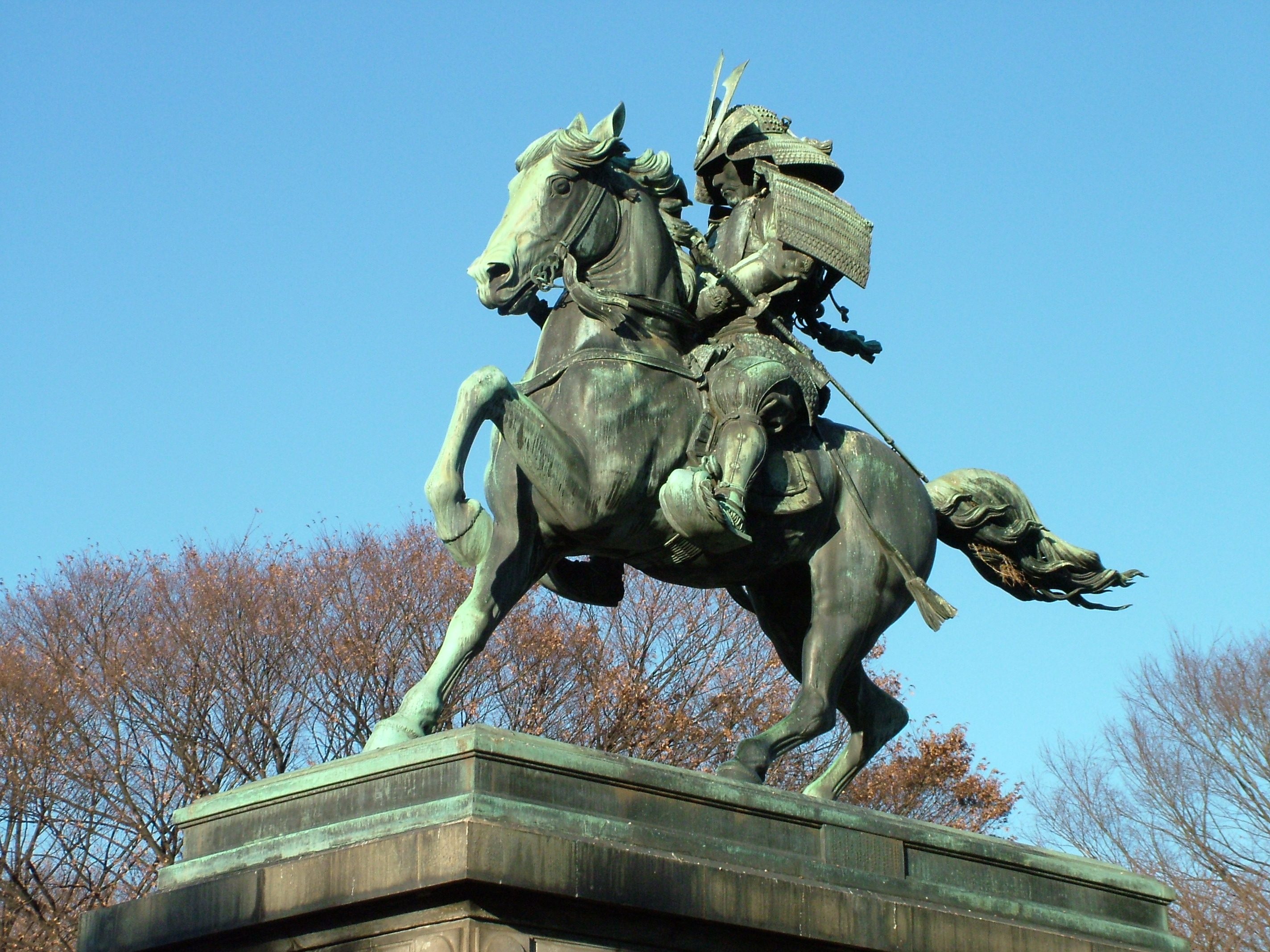
일본 역사에서 충신의 모델이 된 구스노키 마사시게의 동상. 일본 고쿄 가이엔에 세워져 있다.

《태평기》 이후의 후기 군키모노가타리라 불리는 것으로, 각각의 연대의 사건을 기록한 《메이토쿠키》 《오에이키》 《에이쿄키》 《가키쓰기》(嘉吉記),  《오닌키》, 지방에서의 전란을 다룬 《대탑 이야기》 《간토캇센키》, 《빗추효란키》 《엣슈군키》(越州軍記) 《주고쿠 치란기》(中国治乱記) 《유키 성 전장 이야기》(結城戦場物語) 《고쿠후다이 전기》(国府台戦記), 《후나오카야마 전기》(船岡山戦記) 《가와나카지마 오과도합전기》(河中島五過度合戦記), 《사사코오치노사우시》(笹子落草子), 《나가오 오치노사우시》(中尾落草子),  특정 집안이나 무장에 대해 다룬 《호조키》(北条記), 《아카마쓰키》(赤松記), 《이마가와키》(今川記), 《시마즈 가기》(嶋津家記), 《무나카타 군기》《오우치요시타카키》(大内義隆記), 《겐신군키》(謙信軍記), 《사쿠마군키》(佐久間軍記), 《신쵸기》(信長記) 등 다수가 제작되었다.

## 이야기물과 군키모노가타리
《쇼몬키》는 창도승들에 의해 전해진 민간 전승도 줄거리의 기본이 되고 있으며, 또 헤이안 중기부터 비와호시에 의한 민간 전승, 설화 등의 이야기가 이루어지고 있었는데, 가마쿠라 시대 이후에는 호겐, 헤이지, 헤이케(지쇼) 이야기(모노가타리)를 이야기의 주된 소재로 하였다. 특히 《헤이케 이야기》는 많은 비와호시들에 의해 일본 전국에서 널리 퍼졌고, 그 과정에서 많은 이본을 낳았다. 읽을거리로써의 《겐페이소스이키》, 《기케이키》 등도 이에 해당한다.
《헤이케 이야기》가 널리 퍼지면서 이를 이야기하는 비와호시들은 무로마치 시대 초기에 당도좌를 결성했고, 15세기 중반에는 라쿠슈(교토)에 5,600명이 거주할 정도로 흥성했다(벽산일록). 《태평기》도 그 성립 과정에는 이야기승(담의승)과의 관계가 있었고, 이러한 이야기의 관리에는 법사나 시중의 행상인, 예능민도 관여하고 있었다.

## 대표작 일람
- 《쇼몬키》(쇼헤이 덴교의 난)
- 《무쓰와키》(전9년의 역)
- 《오슈고산넨키》(후3년의 역)
- 《호겐 이야기》(호겐의 난)
- 《헤이지 이야기》(헤이지의 난)
- 《헤이케 이야기》（ 지쇼 주에이의 난 ）
- 《조큐키 》(조큐의 난)
- 《태평기》(난보쿠초 쟁란)
- 《메이토쿠키》(메이토쿠의 난)
- 《오에이키》(오에이의 난)
- 《에이쿄키》
- 《오닌키》(오닌의 난 )

예능으로써의 군기
- 《기케이키》
- 《소가 이야기》

## 참고문헌
- 도미쿠라 도쿠지로 《헤이케 이야기 - 변혁기의 인간 군상》일본방송출판협회, 1972년
- 가지와라 마사아키, 야마시타 히로아키 교주 《헤이케 이야기》 이와나미 서점 1999년
- 나가스미 야스아키 《군키모노가타리의 세계》 이와나미 서점 2002년
- 가도카와 미나요시, 다카다 마코토 《미나모토노 요시쓰네》 고단샤 2005년
- 효도 히로키 교주 《태평기》 이와나미 서점 2014년

## 관련 항목
- 역사서
- 역사 이야기
- 무사단
- 군키모노 -에도 시대 초기 등에 센고쿠 무장이나 다이묘 집안의 무훈 · 무공에 대해 기술된 서적이다.
- 전쟁문학 - 근대 이후의 전쟁을 소재로 하는 문예 작품
- 가공 전기 - 군키모노가타리를 더욱 각색한 작품도 포함된다.
- 무훈시 - 역사상 전투를 각색한 작품도 포함된다.